# Charles Blanc
Charles Blanc (Castres, 17 novembre 1813 – Parigi, 17 gennaio 1882) è stato un poeta e critico d'arte francese.
Fu redattore capo della rivista Gazette des Beaux-Arts.

## Bibliografia

Illustrazione tratta da un grand tour di Charles Blanc